# 永井坂

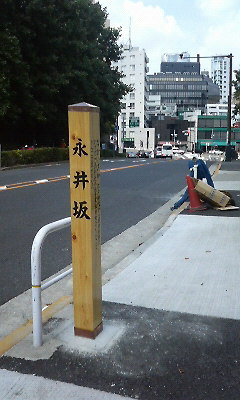
永井坂上

永井坂（ながいざか）は、東京都港区芝公園三丁目と四丁目の境界に存在する坂。東京タワーの西側が坂の上側で、下ると飯倉交差点に出る。飯倉には、他に榎坂・土器坂が存在する。

## 坂名の由来
江戸時代、坂の北側に永井町が存在したことによる。永井町は成立当初の名主永井三郎兵衛に由来する。

## 歴史

### 江戸時代
坂名の由来となった永井町は当初永井裏門前町と称する増上寺の門前町であったが、増上寺一帯の寺町を大火から守るため、度々火除地として町域が召し上げられ、縮小を続けた。『御府内備考』によれば、正徳3年（1713年）に一部が神田永井町（現・神田富山町の一部）として移転、天明6年（1787年）の大火により類焼部が翌年芝永井町代地（現・東麻布一丁目）として移転、更に文化8年（1811年）2月の大火で飯倉町続芝永井町代地（現・東麻布一丁目）・溜池端芝永井町代地として分離移転し、永井町はこの時点で消滅した。しかしながら、幕末の地図にも永井町は散見され、旧町域は明治初年まで永井町と呼び習わされていたと考えられる。
一方、坂の南側は武家地で、旗本馬場家の屋敷が存在した。江戸最後の当主馬場大助は本草学者として知られ、屋敷には多くの外来植物が植えられたという。
坂を上ると現在の信号のある地点で御霊屋御掃除屋敷に突き当たり、その裏に金地院があって、現在の東京タワーに至る道は存在しなかった。そのまま左に折れると増上寺涅槃門の前、芝切通、後に芝広小路と呼ばれる通りに出た。

### 近代以降
明治になり町丁が再編されると、永井坂の両側は芝栄町に属し、坂下の飯倉との境界が芝区と麻布区の区界となった。
金地院の敷地を直進する道は明治10年頃になって現れた。当初は完全な直進ではなく、右斜に入った後左に折れる形をとっていた。敷地が道路に分割された後、南側は明治14年（1881年）に料亭紅葉館が建てられ、金地院は北側に残った。紅葉館は東京大空襲で消失し、昭和33年（1958年）には東京タワーが完成、坂の環境が一変することとなる。
永井坂北側、旧永井町域には明治12年（1879年）飯倉教会（現・聖アンドレ教会）が設立された。明治27年（1894年）築の第二期の建物はジョサイア・コンドルの設計で知られる。昭和31年（1956年）には聖オルバン教会も創立され、一帯は日本聖公会の建物で占められるようになった。
永井坂南側に邸を構えた馬場大助は明治元年（1868年）に没し、土地は明治初年に一旦佐賀藩主鍋島家に渡った後、明治30年頃より元伊予松山藩主で軍人一家の久松家邸宅が存在した。関東大震災後久松家は松山市に帰郷し、昭和3年（1928年）邸宅跡に帝国海軍の水交社本部が移転した。本部は戦後GHQの接収を受け、昭和24年（1949年）東京メソニック協会に渡り、現在は東京メソニックビルが建っている。

## 標識
この坂には、港区が坂に設置する杭が長らくなかったが、2008年6月に、坂の上と下両方に新設された。